# Konrad J. Kuhn
Konrad J. Kuhn (* Oktober 1978) ist ein Schweizer Kulturanthropologe/Europäischer Ethnologe, Kulturwissenschaftler, Volkskundler und Historiker. Er forscht und lehrt an der Universität Innsbruck.

## Leben
Konrad Kuhn hat Allgemeine Geschichte, Volkskunde und Schweizergeschichte in Zürich studiert. Nach seinem Lizentiat im Jahr 2005 war er als Lehrbeauftragter/assoziierter Forscher an der Forschungsstelle für Sozial- und Wirtschaftsgeschichte der Universität Zürich tätig. 2010 hat er bei Jakob Tanner an der Universität Zürich mit einer politischen Kulturgeschichte Entwicklungspolitische Solidarität. Die Dritte-Welt-Bewegung in der Schweiz zwischen Kritik und Politik 1975–1992 promoviert (Chronos-Verlag, Zürich 2011). Im Frühjahr 2019 wurde er an der Universität Basel habilitiert (venia docendi in Kulturanthropologie) und zum Privatdozenten ernannt.
Von 2009 bis 2015 war er Lehrbeauftragter an der Universität Zürich. 2012 bis 2017 war er wissenschaftlicher Assistent am Seminar für Kulturwissenschaft und Europäische Ethnologie der Universität Basel. Ab März 2017 war Konrad Kuhn Universitätsassistent (Postdoc) am Institut für Geschichtswissenschaften und Europäische Ethnologie an der Universität Innsbruck, ab September 2019 wirkte er auf einer Laufbahnstelle als Assistenz-Professor für Europäische Ethnologie. Im Sommersemester 2020 vertrat er eine Professur für Empirische Kulturwissenschaft (EKW) am Ludwig-Uhland-Institut der Universität Tübingen. Seit Mai 2025 ist er assoziierter Professor für Europäische Ethnologie an der Universität Innsbruck.
Konrad Kuhn forscht zu Alltagspraktiken und Aushandlungsprozessen alpiner Urbanität und zu „moderner Vergnügungskultur“ und Ausgrenzungspolitik in Tirol 1918–1948. In einem abgeschlossenen Forschungsprojekt hat er sich mit Wissen, Praktiken und Politiken von „Volkstanz“ beschäftigt. Zu seinen Forschungsschwerpunkten gehören die Wissensgeschichte der Disziplin Volkskunde/Kulturwissenschaft in europäischer Perspektive, die Ritual- und Brauchforschung und die populäre Geschichts- und Erinnerungskultur.
Konrad Kuhn ist Herausgeber/Editor (mit Sabine Eggmann) der wissenschaftlichen Zeitschrift Schweizerisches Archiv für Volkskunde / Archives suisses des traditions populaires (SAVk/ASTP). Zudem ist er Mitherausgeber von bricolage. Innsbrucker Zeitschrift für Europäische Ethnologie, von bricolage monografien. Innsbrucker Studien zur Europäischen Ethnologie und der Reihe Innsbrucker Beiträge zur Europäischen Ethnologie und Kulturanalyse (Waxmann-Verlag).